# Thomas Habermann

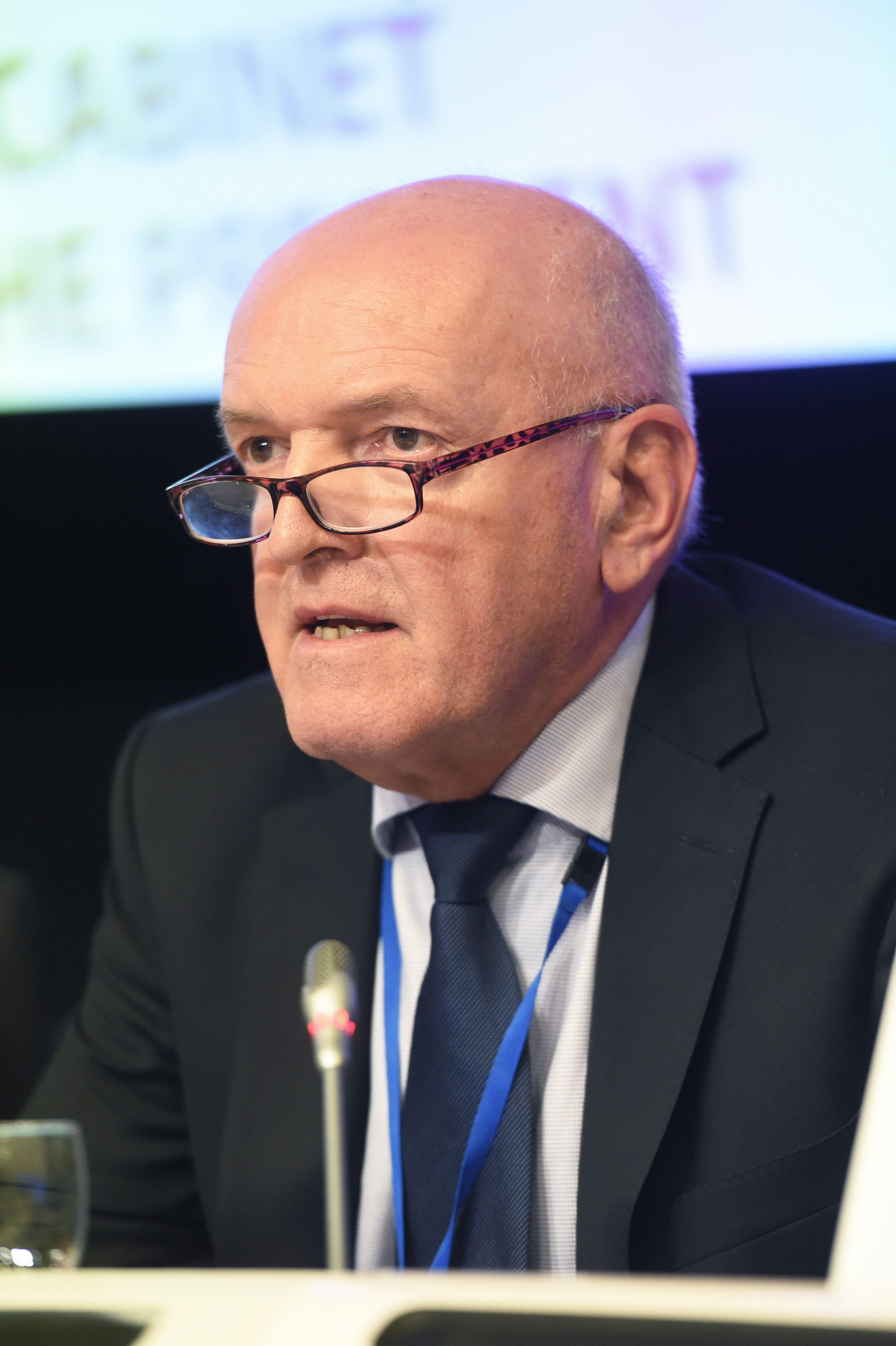
Thomas Habermann (2019)

Thomas Habermann (* 23. Dezember 1956 in Schweinfurt) ist ein deutscher Jurist und Kommunalpolitiker (CSU).

## Werdegang
Habermann legte 1976 am Rhön-Gymnasium in Bad Neustadt an der Saale das Abitur ab und studierte anschließend Rechtswissenschaften an den Universitäten Augsburg und Erlangen. Während des dreijährigen Referendariats arbeitete er an Gerichten im Bereich des Oberlandesgerichts Nürnberg und bei der Regierung von Mittelfranken. 1984 erhielt er die Zulassung zum Rechtsanwalt und gründete in Lauf eine eigene Kanzlei.
Von 1984 bis 2002 war er Richter und Staatsanwalt in Nürnberg, Mellrichstadt, Schweinfurt, Bad Neustadt und Meiningen. Von 2002 bis 2003 war er Richter am Oberlandesgericht Bamberg. 2003 wurde er zum Landrat des unterfränkischen Landkreises Rhön-Grabfeld gewählt und 2008 sowie 2014 im Amt bestätigt. Am 15. März 2020 wurde er mit 63,69 % der Stimmen – bei drei Mitbewerbern – für weitere sechs Jahre gewählt.
Er ist Mitglied im Bezirksvorstand Unterfranken der CSU und Vorsitzender des Bezirksverband Unterfranken des Bayerischen Landkreistags. Als Vertreter des Landkreistags ist Habermann Mitglied im Rundfunkrat des Bayerischen Rundfunks.
2013 wurde er gemeinsam mit Thomas Bold mit der Bayerischen Staatsmedaille für besondere Verdienste um die Umwelt ausgezeichnet.